# 関原凌河
関原 凌河（せきはら りょうが、1991年6月20日 - ）は、宮崎県出身の元サッカー選手。現役時代のポジションはMF。

## 来歴
横浜F・マリノスユース在籍時は、2009年のJFAプリンスリーグU-18関東、日本クラブユースサッカー選手権で得点王、高円宮杯全日本ユース選手権で得点ランキング2位になるなど活躍。トップチーム昇格はならなかったものの、2009年12月21日にカターレ富山への2010年からの入団が発表された。2010年は、ルーキーながら第3節でベンチ入りを果たしたが、練習中に左足を骨折 したことから、初出場は10月に入ってからだった。故郷熊本で行われた第34節のロアッソ熊本戦では初得点を記録した。2016年よりカマタマーレ讃岐普及コーチに就任。

## 所属クラブ
- ブレイズ熊本ジュニア
- ブレイズ熊本ジュニアユース
- 2007年 - 2009年 横浜F・マリノスユース（保土ケ谷高等学校）
- 2010年 - 2012年  カターレ富山
- 2013年 - 2015年  カマタマーレ讃岐

## 個人成績
| 国内大会個人成績 | 国内大会個人成績 | 国内大会個人成績 | 国内大会個人成績 | 国内大会個人成績 | 国内大会個人成績 | 国内大会個人成績 | 国内大会個人成績 | 国内大会個人成績 | 国内大会個人成績 | 国内大会個人成績 | 国内大会個人成績 |
| 年度             | クラブ           | 背番号           | リーグ           | リーグ戦         | リーグ戦         | リーグ杯         | リーグ杯         | オープン杯       | オープン杯       | 期間通算         | 期間通算         |
| 年度             | クラブ           | 背番号           | リーグ           | 出場             | 得点             | 出場             | 得点             | 出場             | 得点             | 出場             | 得点             |
| 日本             | 日本             | 日本             | 日本             | リーグ戦         | リーグ戦         | リーグ杯         | リーグ杯         | 天皇杯           | 天皇杯           | 期間通算         | 期間通算         |
| ---------------- | ---------------- | ---------------- | ---------------- | ---------------- | ---------------- | ---------------- | ---------------- | ---------------- | ---------------- | ---------------- | ---------------- |
| 2010             | 富山             | 28               | J2               | 6                | 1                | -                | -                | 0                | 0                | 6                | 1                |
| 2011             | 富山             | 20               | J2               | 15               | 0                | -                | -                | 1                | 0                | 16               | 0                |
| 2012             | 富山             | 20               | J2               | 15               | 0                | -                | -                | 0                | 0                | 15               | 0                |
| 2013             | 讃岐             | 18               | JFL              | 21               | 0                | -                | -                | 1                | 0                | 22               | 0                |
| 2014             | 讃岐             | 18               | J2               | 18               | 2                | -                | -                | 1                | 0                | 19               | 2                |
| 2015             | 讃岐             | 18               | J2               | 1                | 0                | -                | -                | 1                | 0                | 2                | 0                |
| 通算             | 日本             | 日本             | J2               | 55               | 3                | -                | -                | 3                | 0                | 58               | 3                |
| 通算             | 日本             | 日本             | JFL              | 21               | 0                | -                | -                | 1                | 0                | 22               | 0                |
| 総通算           | 総通算           | 総通算           | 総通算           | 76               | 3                | -                | -                | 4                | 0                | 80               | 1                |

その他の公式戦
- 2014年
  - J2・J3入れ替え戦 1合0得点

- Jリーグ初出場 - 2010年10月3日 J2 第29節 対ジェフ千葉戦 (富山)
- Jリーグ初得点 - 2010年11月14日 J2 第34節 対ロアッソ熊本戦 (熊本)

## 指導歴
- 2016年 - 2021年 カマタマーレ讃岐
  - 2016年 - 2017年 U-15 コーチ
  - 2018年 U-15 監督
  - 2019年 - 2020年 U-15 コーチ
  - 2021年 U-18 監督
- 2022年 - サンフレッチェ広島
  - 2022年 - ジュニアユース コーチ